# Großer Preis der USA Ost 1980
Der Große Preis der USA Ost 1980 (offiziell XXIII Toyota United States Grand Prix) fand am 5. Oktober auf dem Watkins Glen Grand Prix Course in Watkins Glen statt und war das 14. und letzte Rennen der Automobil-Weltmeisterschaft 1980.

## Berichte

### Hintergrund
Das Saisonfinale in Watkins Glen fand nur eine Woche nach dem Großen Preis von Kanada statt, in dem Alan Jones seinen Weltmeistertitel sichergestellt hatte.
Jean-Pierre Jabouille fehlte aufgrund von Beinverletzungen, die er bei seinem Unfall in Montreal erlitten hatte, woraufhin das Renault-Werksteam mit nur einem Fahrzeug antrat.
Anstelle von Kevin Cogan übernahm Geoff Lees den zweiten Kunden-Williams des RAM-Teams, das den Wagen hier unter der Bezeichnung Rainbow Jeans Racing meldete.

### Training
Bruno Giacomelli überraschte die Fachwelt mit der schnellsten Trainingsrunde, die für ihn die erste und einzige Pole-Position seiner Grand-Prix-Karriere bedeutete. Nelson Piquet folgte vor Carlos Reutemann und Elio de Angelis. Weltmeister Jones bildete gemeinsam mit René Arnoux die dritte Startreihe.
Aufgrund von Kopfschmerzen nach einem Unfall entschied sich der für die 13. Position qualifizierte Alain Prost gegen eine Teilnahme am Rennen, wodurch Ensign-Pilot Jan Lammers ins Starterfeld nachrückte.

### Rennen
Während Giacomelli seine Pole-Position in eine Führung umsetzte, verpassten seine Verfolger Jones, Andrea de Cesaris und Arnoux den Bremspunkt der ersten Kurve und mussten durch das Kiesbett ausweichen. Dadurch gelangte Piquet auf den zweiten Rang vor Reutemann.
Bis zur 23. Runde hatte sich Jones, der durch das Missgeschick zu Beginn auf den zwölften Platz zurückgefallen war, wieder bis auf Rang fünf nach vorn gekämpft. Unter Druck von Reutemann machte Piquet in Runde 25 einen Fehler und drehte sich ins Aus. Dadurch gelangte Jones zunächst auf den vierten Rang. In Runde 28 überholte er Didier Pironi und zwei Runden später seinen Teamkollegen Reutemann. Als der nach wie vor in Führung liegende Giacomelli in der 32. Runde aufgrund eines technischen Defektes ausschied, übernahm der neue Weltmeister die Spitzenposition und schloss das für ihn sehr erfolgreiche Jahr mit seinem fünften Saisonsieg ab.
Mario Andretti, der Weltmeister der Saison 1978, erzielte als Sechster seinen ersten und somit einzigen WM-Punkt 1980. Jody Scheckter, der erst in der Woche zuvor als amtierender Weltmeister abgelöst worden war, erreichte in seinem letzten Formel-1-Rennen als Elfter das Ziel. Mit insgesamt nur zwei WM-Punkten wurde er 19. und somit Drittletzter der WM-Tabelle. Sein Team Ferrari erreichte in der Konstrukteurswertung mit lediglich acht Punkten nur den zehnten Gesamtrang.

## Meldeliste
| Team                          | Nr. | Fahrer             | Chassis        | Motor                    | Reifen |
| ----------------------------- | --- | ------------------ | -------------- | ------------------------ | ------ |
| Scuderia Ferrari SpA SEFAC    | 01  | Jody Scheckter     | Ferrari 312T5  | Ferrari 015 3.0 F12      | M      |
| Scuderia Ferrari SpA SEFAC    | 02  | Gilles Villeneuve  | Ferrari 312T5  | Ferrari 015 3.0 F12      | M      |
| Candy Tyrrell Team            | 03  | Jean-Pierre Jarier | Tyrrell 010    | Ford Cosworth DFV 3.0 V8 | G      |
| Candy Tyrrell Team            | 04  | Derek Daly         | Tyrrell 010    | Ford Cosworth DFV 3.0 V8 | G      |
| Candy Tyrrell Team            | 43  | Mike Thackwell     | Tyrrell 010    | Ford Cosworth DFV 3.0 V8 | G      |
| Parmalat Racing Team          | 05  | Nelson Piquet      | Brabham BT49   | Ford Cosworth DFV 3.0 V8 | G      |
| Parmalat Racing Team          | 06  | Héctor Rebaque     | Brabham BT49   | Ford Cosworth DFV 3.0 V8 | G      |
| Marlboro Team McLaren         | 07  | John Watson        | McLaren M29C   | Ford Cosworth DFV 3.0 V8 | G      |
| Marlboro Team McLaren         | 08  | Alain Prost        | McLaren M30    | Ford Cosworth DFV 3.0 V8 | G      |
| Team ATS                      | 09  | Marc Surer         | ATS D4         | Ford Cosworth DFV 3.0 V8 | G      |
| Team Essex Lotus              | 11  | Mario Andretti     | Lotus 81       | Ford Cosworth DFV 3.0 V8 | G      |
| Team Essex Lotus              | 12  | Elio de Angelis    | Lotus 81       | Ford Cosworth DFV 3.0 V8 | G      |
| Unipart Racing Team           | 14  | Jan Lammers        | Ensign N180    | Ford Cosworth DFV 3.0 V8 | G      |
| Équipe Renault Elf            | 16  | René Arnoux        | Renault RE20   | Renault EF1 1.5 V6t      | M      |
| Skol Fittipaldi Team          | 20  | Emerson Fittipaldi | Fittipaldi F8  | Ford Cosworth DFV 3.0 V8 | G      |
| Skol Fittipaldi Team          | 21  | Keke Rosberg       | Fittipaldi F8  | Ford Cosworth DFV 3.0 V8 | G      |
| Marlboro Team Alfa Romeo      | 22  | Andrea de Cesaris  | Alfa Romeo 179 | Alfa Romeo 1260 3.0 V12  | G      |
| Marlboro Team Alfa Romeo      | 23  | Bruno Giacomelli   | Alfa Romeo 179 | Alfa Romeo 1260 3.0 V12  | G      |
| Équipe Ligier Gitanes         | 25  | Didier Pironi      | Ligier JS11/15 | Ford Cosworth DFV 3.0 V8 | G      |
| Équipe Ligier Gitanes         | 26  | Jacques Laffite    | Ligier JS11/15 | Ford Cosworth DFV 3.0 V8 | G      |
| Albilad-Williams Racing Team  | 27  | Alan Jones         | Williams FW07B | Ford Cosworth DFV 3.0 V8 | G      |
| Albilad-Williams Racing Team  | 28  | Carlos Reutemann   | Williams FW07B | Ford Cosworth DFV 3.0 V8 | G      |
| Warsteiner Arrows Racing Team | 29  | Riccardo Patrese   | Arrows A3      | Ford Cosworth DFV 3.0 V8 | G      |
| Warsteiner Arrows Racing Team | 30  | Jochen Mass        | Arrows A3      | Ford Cosworth DFV 3.0 V8 | G      |
| Osella Squadra Corse          | 31  | Eddie Cheever      | Osella FA1B    | Ford Cosworth DFV 3.0 V8 | G      |
| RAM/Penthouse Rizla Racing    | 50  | Rupert Keegan      | Williams FW07B | Ford Cosworth DFV 3.0 V8 | G      |
| RAM/Rainbow Jeans Racing      | 51  | Geoff Lees         | Williams FW07B | Ford Cosworth DFV 3.0 V8 | G      |

## Klassifikationen

### Qualifying
| Pos. | Fahrer             | Konstrukteur    | Qualifikationstraining 1 | Qualifikationstraining 1 | Qualifikationstraining 2 | Qualifikationstraining 2 | Start |
| Pos. | Fahrer             | Konstrukteur    | Zeit                     | Ø-Geschwindigkeit        | Zeit                     | Ø-Geschwindigkeit        | Start |
| ---- | ------------------ | --------------- | ------------------------ | ------------------------ | ------------------------ | ------------------------ | ----- |
| 01   | Bruno Giacomelli   | Alfa Romeo      | 1:34,551                 | 206,936 km/h             | 1:33,291                 | 209,731 km/h             | 01    |
| 02   | Nelson Piquet      | Brabham-Ford    | 1:35,202                 | 205,521 km/h             | 1:34,080                 | 207,972 km/h             | 02    |
| 03   | Carlos Reutemann   | Williams-Ford   | 1:34,971                 | 206,021 km/h             | 1:34,111                 | 207,903 km/h             | 03    |
| 04   | Elio de Angelis    | Lotus-Ford      | 1:35,385                 | 205,127 km/h             | 1:34,185                 | 207,740 km/h             | 04    |
| 05   | Alan Jones         | Williams-Ford   | 1:34,563                 | 206,910 km/h             | 1:34,216                 | 207,672 km/h             | 05    |
| 06   | René Arnoux        | Renault         | 1:34,839                 | 206,308 km/h             | 1:35,005                 | 205,947 km/h             | 06    |
| 07   | Didier Pironi      | Ligier-Ford     | 1:36,070                 | 203,664 km/h             | 1:34,971                 | 206,021 km/h             | 07    |
| 08   | Héctor Rebaque     | Brabham-Ford    | 1:36,097                 | 203,607 km/h             | 1:35,166                 | 205,599 km/h             | 08    |
| 09   | John Watson        | McLaren-Ford    | 1:35,330                 | 205,245 km/h             | 1:35,202                 | 205,521 km/h             | 09    |
| 10   | Andrea de Cesaris  | Alfa Romeo      | 1:35,974                 | 203,868 km/h             | 1:35,235                 | 205,450 km/h             | 10    |
| 11   | Mario Andretti     | Lotus-Ford      | 1:36,856                 | 202,011 km/h             | 1:35,343                 | 205,217 km/h             | 11    |
| 12   | Jacques Laffite    | Ligier-Ford     | 1:35,421                 | 205,049 km/h             | keine Zeit               | –                        | 12    |
| 13   | Alain Prost        | McLaren-Ford    | 1:35,988                 | 203,838 km/h             | keine Zeit               | –                        | DNS   |
| 14   | Keke Rosberg       | Fittipaldi-Ford | 1:37,645                 | 200,379 km/h             | 1:36,332                 | 203,110 km/h             | 13    |
| 15   | Rupert Keegan      | Williams-Ford   | 1:39,731                 | 196,188 km/h             | 1:36,750                 | 202,233 km/h             | 14    |
| 16   | Eddie Cheever      | Osella-Ford     | 1:36,903                 | 201,913 km/h             | 1:38,798                 | 198,040 km/h             | 15    |
| 17   | Marc Surer         | ATS-Ford        | 1:37,788                 | 200,086 km/h             | 1:37,001                 | 201,709 km/h             | 16    |
| 18   | Gilles Villeneuve  | Ferrari         | 1:37,572                 | 200,529 km/h             | 1:37,040                 | 201,628 km/h             | 17    |
| 19   | Emerson Fittipaldi | Fittipaldi-Ford | 1:42,720                 | 190,479 km/h             | 1:37,088                 | 201,529 km/h             | 18    |
| 20   | Riccardo Patrese   | Arrows-Ford     | 1:37,405                 | 200,873 km/h             | 1:37,421                 | 200,840 km/h             | 19    |
| 21   | Derek Daly         | Tyrrell-Ford    | 1:38,073                 | 199,504 km/h             | 1:37,923                 | 199,810 km/h             | 20    |
| 22   | Jean-Pierre Jarier | Tyrrell-Ford    | 1:37,966                 | 199,722 km/h             | 1:38,460                 | 198,720 km/h             | 21    |
| 23   | Jody Scheckter     | Ferrari         | 1:38,645                 | 198,348 km/h             | 1:38,149                 | 199,350 km/h             | 22    |
| 24   | Jochen Mass        | Arrows-Ford     | 1:38,526                 | 198,587 km/h             | 1:38,691                 | 198,255 km/h             | 23    |
| 25   | Jan Lammers        | Ensign-Ford     | 1:38,532                 | 198,575 km/h             | 1:38,828                 | 197,980 km/h             | 24    |
| DNQ  | Mike Thackwell     | Tyrrell-Ford    | 1:51,102                 | 176,108 km/h             | keine Zeit               | –                        | –     |
| DNQ  | Geoff Lees         | Williams-Ford   | keine Zeit               | –                        | keine Zeit               | –                        | –     |

### Rennen
| Pos. | Fahrer             | Konstrukteur    | Runden | Stopps | Zeit       | Start | Schnellste Runde |
| ---- | ------------------ | --------------- | ------ | ------ | ---------- | ----- | ---------------- |
| 01   | Alan Jones         | Williams-Ford   | 59     | 0      | 1:34:36,05 | 05    | 1:34,068 (44.)   |
| 02   | Carlos Reutemann   | Williams-Ford   | 59     | 0      | + 4,21     | 03    | 1:34,56          |
| 03   | Didier Pironi      | Ligier-Ford     | 59     | 0      | + 12,57    | 07    | 1:34,54          |
| 04   | Elio de Angelis    | Lotus-Ford      | 59     | 0      | + 29,69    | 04    | 1:34,80          |
| 05   | Jacques Laffite    | Ligier-Ford     | 58     | 0      | + 1 Runde  | 12    | 1:35,96          |
| 06   | Mario Andretti     | Lotus-Ford      | 58     | 0      | + 1 Runde  | 11    | 1:37,34          |
| 07   | René Arnoux        | Renault         | 58     | 1      | + 1 Runde  | 06    | 1:34,94          |
| 08   | Marc Surer         | ATS-Ford        | 57     | 0      | + 2 Runden | 16    | 1:37,82          |
| 09   | Rupert Keegan      | Williams-Ford   | 57     | 0      | + 2 Runden | 14    | 1:38,46          |
| 10   | Keke Rosberg       | Fittipaldi-Ford | 57     | 0      | + 2 Runden | 13    | 1:37,78          |
| 11   | Jody Scheckter     | Ferrari         | 56     | 0      | + 3 Runden | 22    | 1:38,74          |
| –    | John Watson        | McLaren-Ford    | 50     | 1      | NC         | 09    | 1:36,19          |
| –    | Gilles Villeneuve  | Ferrari         | 49     | 0      | DNF        | 17    | 1:37,86          |
| –    | Jean-Pierre Jarier | Tyrrell-Ford    | 40     | 3      | NC         | 21    | 1:45,69          |
| –    | Jochen Mass        | Arrows-Ford     | 36     | 0      | DNF        | 23    | 1:40,27          |
| –    | Bruno Giacomelli   | Alfa Romeo      | 31     | 0      | DNF        | 01    | 1:34,85          |
| –    | Nelson Piquet      | Brabham-Ford    | 25     | 0      | DNF        | 02    | 1:35,89          |
| –    | Eddie Cheever      | Osella-Ford     | 20     | 0      | DNF        | 15    | 1:39,71          |
| –    | Héctor Rebaque     | Brabham-Ford    | 20     | 3      | DNF        | 08    | 1:37,93          |
| –    | Riccardo Patrese   | Arrows-Ford     | 16     | 0      | DNF        | 19    | 1:38,82          |
| –    | Jan Lammers        | Ensign-Ford     | 15     | 0      | DNF        | 24    | 1:41,79          |
| –    | Emerson Fittipaldi | Fittipaldi-Ford | 15     | 0      | DNF        | 18    | 1:40,11          |
| –    | Derek Daly         | Tyrrell-Ford    | 3      | 0      | DNF        | 20    | 1:43,93          |
| –    | Andrea de Cesaris  | Alfa Romeo      | 2      | 0      | DNF        | 10    | 1:43,95          |

## WM-Stände nach dem Rennen
Die ersten sechs des Rennens bekamen 9, 6, 4, 3, 2 bzw. 1 Punkt(e). Es zählten nur die besten fünf Ergebnisse aus den ersten sieben Rennen und die besten fünf Ergebnisse aus den letzten sieben Rennen. Streichresultate sind in Klammern gesetzt. In der Konstrukteurswertung wurden alle Resultate gewertet.

### Fahrerwertung
| Pos. | Fahrer                | Konstrukteur    | Punkte  |
| ---- | --------------------- | --------------- | ------- |
| 01   | Alan Jones            | Williams-Ford   | 67 (71) |
| 02   | Nelson Piquet         | Brabham-Ford    | 54      |
| 03   | Carlos Reutemann      | Williams-Ford   | 42 (49) |
| 04   | Jacques Laffite       | Ligier-Ford     | 34      |
| 06   | Didier Pironi         | Ligier-Ford     | 32      |
| 05   | René Arnoux           | Renault         | 29      |
| 07   | Elio de Angelis       | Lotus-Ford      | 13      |
| 08   | Jean-Pierre Jabouille | Renault         | 9       |
| 09   | Riccardo Patrese      | Arrows-Ford     | 7       |
| 10   | Keke Rosberg          | Fittipaldi-Ford | 6       |
| 11   | John Watson           | McLaren-Ford    | 6       |
| 12   | Derek Daly            | Tyrrell-Ford    | 6       |
| 13   | Jean-Pierre Jarier    | Tyrrell-Ford    | 6       |
| 14   | Gilles Villeneuve     | Ferrari         | 6       |
| 15   | Emerson Fittipaldi    | Fittipaldi-Ford | 5       |
| 16   | Alain Prost           | McLaren-Ford    | 5       |
| 17   | Jochen Mass           | Arrows-Ford     | 4       |

| Pos. | Fahrer              | Konstrukteur              | Punkte |
| ---- | ------------------- | ------------------------- | ------ |
| 18   | Bruno Giacomelli    | Alfa Romeo                | 4      |
| 19   | Jody Scheckter      | Ferrari                   | 2      |
| 20   | Mario Andretti      | Lotus-Ford                | 1      |
| 21   | Héctor Rebaque      | Brabham-Ford              | 1      |
| 22   | Marc Surer          | ATS-Ford                  | 0      |
| 23   | Ricardo Zunino      | Brabham-Ford              | 0      |
| 24   | Rupert Keegan       | Williams-Ford             | 0      |
| 25   | Clay Regazzoni      | Ensign-Ford               | 0      |
| 26   | Jan Lammers         | ATS-Ford / Ensign-Ford    | 0      |
| 27   | Eddie Cheever       | Osella-Ford               | 0      |
| 28   | Geoff Lees          | Shadow-Ford / Ensign-Ford | 0      |
| –    | Patrick Depailler † | Alfa Romeo                | 0      |
| –    | Nigel Mansell       | Lotus-Ford                | 0      |
| –    | Vittorio Brambilla  | Alfa Romeo                | 0      |
| –    | Tiff Needell        | Ensign-Ford               | 0      |
| –    | Andrea de Cesaris   | Alfa Romeo                | 0      |
| –    | Mike Thackwell      | Tyrrell-Ford              | 0      |

### Konstrukteurswertung
| Pos. | Konstrukteur    | Punkte |
| ---- | --------------- | ------ |
| 01   | Williams-Ford   | 120    |
| 02   | Ligier-Ford     | 66     |
| 03   | Brabham-Ford    | 55     |
| 04   | Renault         | 38     |
| 05   | Lotus-Ford      | 14     |
| 06   | Tyrrell-Ford    | 12     |
| 07   | Arrows-Ford     | 11     |
| 08   | Fittipaldi-Ford | 11     |

| Pos. | Konstrukteur | Punkte |
| ---- | ------------ | ------ |
| 09   | McLaren-Ford | 11     |
| 10   | Ferrari      | 8      |
| 11   | Alfa Romeo   | 4      |
| 12   | ATS-Ford     | 0      |
| 13   | Ensign-Ford  | 0      |
| 13   | Shadow-Ford  | 0      |
| –    | Osella-Ford  | 0      |